# Sauzal Bonito
Sauzal Bonito es una localidad con comisión de fomento del Departamento Confluencia en la provincia del Neuquén, Argentina.

## Población
Contaba con 274 habitantes (Indec, 2001), lo que fue un ascenso frente a los 164 habitantes (Indec, 1991) del censo anterior. 
En el censo de 2010 fue censado como población rural dispersa. La población se compuso de 147 varones y 127 mujeres, lo que arrojó un índice de masculinidad del 115.75%. En tanto las viviendas pasaron a ser 133.
Según el censo 2022 se conoció una población dentro del municipio de 300 habitantes y 133 viviendas.Además, el censo dio a conocer datos de su composición poblacional (23 hombres 17 mujeres), población urbana sin población rural dispersa o localidades dispersas en el municipio (40) densidad y área urbana.
| Gráfica de evolución demográfica de Sauzal Bonito entre 1991 y 2022 |
|                                                                     |
| Fuente: Censos nacionales del INDEC                                 |

## Enlaces externos

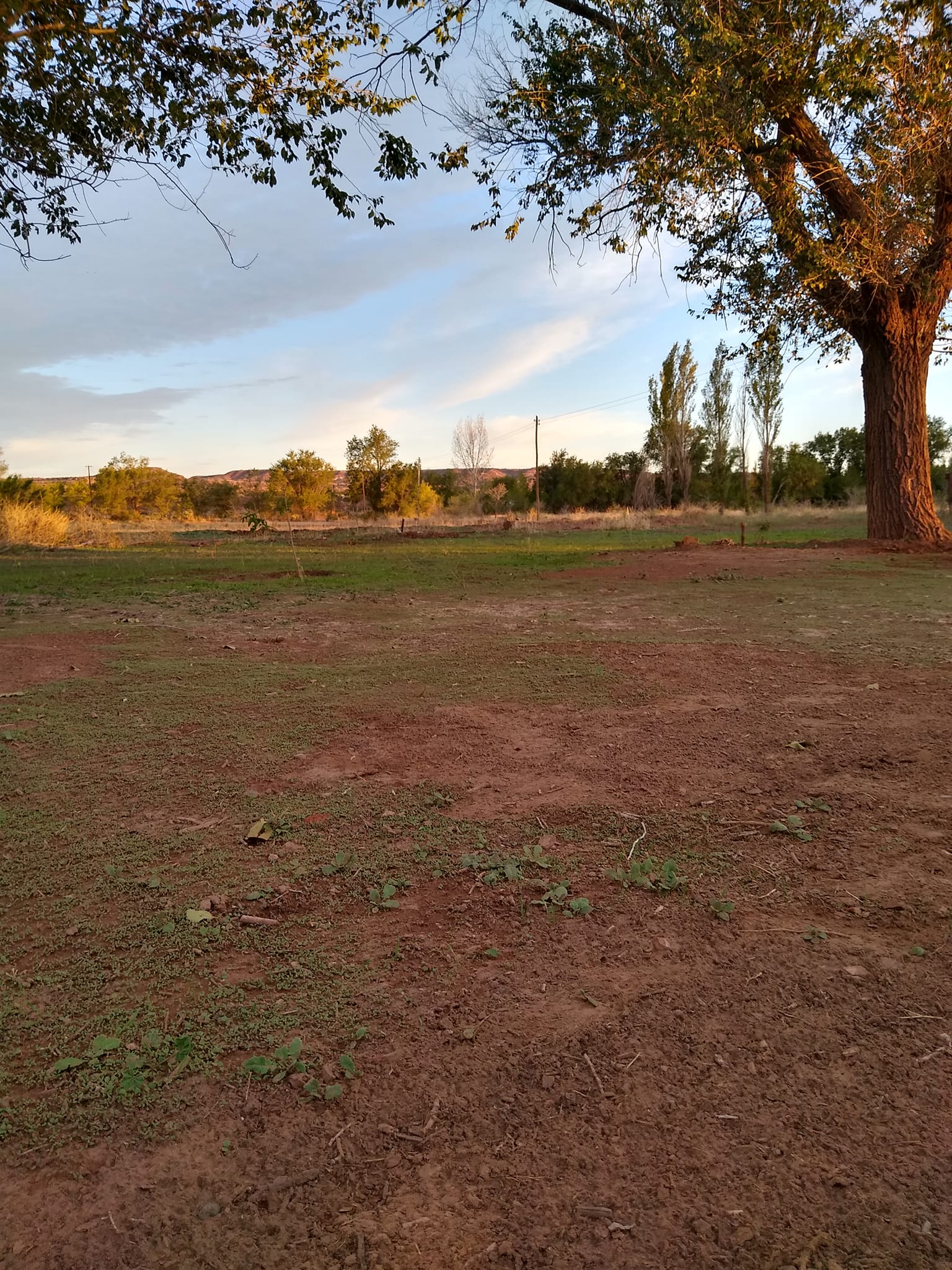
Vista de Sauzal Bonito.